# Élections municipales de 2020 à Amiens
Pour un article plus général, voir Élections municipales françaises de 2020.
Le premier tour des élections municipales françaises de 2020 à Amiens  a lieu le 15 mars 2020. Le second tour, initialement prévu le 22 mars 2020, est reporté en raison de la pandémie de maladie à coronavirus. Il aura lieu le 28 juin 2020.

## Mode de scrutin
Le mode de scrutin à Amiens est celui des villes de plus de 1 000 habitants : la liste arrivée en tête obtient la moitié des 55 sièges du conseil municipal. Le reste est réparti à la proportionnelle entre toutes les listes ayant obtenu au moins 5 % des suffrages exprimés. Un deuxième tour est organisé si aucune liste n'atteint la majorité absolue et au moins 25 % des inscrits au premier tour. Seules les listes ayant obtenu aux moins 10 % des suffrages exprimés peuvent s'y présenter. Les listes ayant obtenu au moins 5 % des suffrages exprimés peuvent fusionner avec une liste présente au second tour.

## Contexte

### Conseil municipal sortant
| Parti                                 | Sigle | Sigle | Élus | Groupe                             |
| ------------------------------------- | ----- | ----- | ---- | ---------------------------------- |
| Maire d'Amiens : Brigitte Fouré (UDI) |       |       |      |                                    |
| Majorité (42 sièges)                  |       |       |      |                                    |
| Divers droite                         |       | DVD   | 21   | Rassemblés pour Amiens             |
| Union pour un mouvement populaire     |       | LR    | 8    | Rassemblés pour Amiens             |
| Union des démocrates et indépendants  |       | UDI   | 8    | Rassemblés pour Amiens             |
| Mouvement démocrate                   |       | Modem | 2    | Rassemblés pour Amiens             |
| La République en marche               |       | LREM  | 2    | Rassemblés pour Amiens             |
| Mouvement radical                     |       | MR    | 1    | Rassemblés pour Amiens             |
| Opposition (13 sièges)                |       |       |      |                                    |
| Parti communiste français             |       | PCF   | 3    | Communiste, républicain et citoyen |
| Place publique                        |       | PP    | 1    | Communiste, républicain et citoyen |
| Rassemblement national                |       | RN    | 4    | Amiens Bleu Marine                 |
| Parti socialiste                      |       | PS    | 3    | Socialiste                         |
| Parti écologiste                      |       | PE    | 2    | Les Écolos d'Amiens                |

### Contexte électoral et déclarations d'intention
Le 1er mai 2019, Bruno Bienaimé, référent de La République en marche dans la Somme, se déclare candidat à l'investiture de son parti mais ne poursuit finalement pas cette démarche.
À l'été 2019, deux candidats briguent le soutien du parti présidentiel :
- Fany Ruin, ex-adhérente de La République en marche[3], et actuelle présidente de la chambre de commerce et d’industrie d’Amiens Picardie[4]
- Christophe Porquier, compagnon de Barbara Pompili et ancien élu d'EÉLV à la région Picardie (2010-2015)[5],[6],[7]

Ces deux candidats n’obtiennent finalement pas le soutien espéré mais déclarent néanmoins maintenir leur candidature.
Du côté du Rassemblement national (RN), Yves Dupille, conseiller municipal sortant n'obtient pas l’investiture de son parti et ne se présente pas aux élections.
Un étudiant parisien, Pierre-Jean Jouve, semble être pressenti pour mener la liste RN.
Après le premier sondage Ifop-Fiducial du 3 janvier 2020, Laurent Beuvain se retire de la course aux municipales.
Le lundi 24 février 2020, l'ancien conseiller municipal Jean-Yves Bourgois, tête de liste du mouvement Amiens c'est vous ! (et un temps pressenti en duo avec Christophe Porquier,) annonce retirer sa candidature,.
Le 26 février 2020, Philippe Désérable, tête de la liste de J'aime Amiens annonce retirer sa candidature.
Le 8 mars 2020, le collectif Citoyennes amiénoises féministes, crée une fausse campagne avec de vraies revendications féministes à Amiens. L'objectif étant d'interpeller les candidats et d’énoncer leurs revendications concernant les droits des femmes.

## Candidats

### Renaud Deschamps – Amiens au cœur
L'ancien adjoint de la municipalité sortante se déclare candidat avec sa liste « Amiens au cœur »,.
À la suite d'un mail envoyé par le candidat via la messagerie de la métropole, la ville d’Amiens porte plainte contre Renaud Deschamps pour infraction au code électoral.

### Brigitte Fouré – Amiens ensemble
Le maire sortant Brigitte Fouré (Union des démocrates et indépendants) souhaite se représenter, et faire liste commune avec Les Républicains.
Le 9 novembre 2019, elle obtient le soutien de La République en marche et le 12 celui du Mouvement démocrate et d'Agir. Dans le cadre de ce soutien, Hubert de Jenlis y est désigné comme chef de file.
Elle lance officiellement sa campagne le 14 janvier 2020 avec sa liste « Amiens ensemble »,.

### Pierre-Jean Jouve – Rassemblement pour Amiens
Jeune étudient parisien, désigné sur Amiens pour mener la liste du Rassemblement national.

### Cédric Maisse – Amiens insoumise
Cédric Maisse, militant La France insoumise, est candidat mais sans recevoir l'investiture de son mouvement.

### Bruno Paleni – Faire entendre le camp des travailleurs
Bruno Paleni se présente pour la quatrième fois en tant que tête de liste du parti trostkyste Lutte ouvrière. Il était l'année précédente candidat aux élections européennes de 2019.

### Christophe Porquier – Amiens en couleurs
Ancien élu d'Europe Écologie Les Verts à la région Picardie (2010-2015),,, Christophe Porquier mène une liste écologiste indépendante. Sa compagne Barbara Pompili, députée de La République en marche, est présente sur la liste.

### Julien Pradat – Amiens c'est l'tien
Sous l'impulsion du député Picardie debout François Ruffin, une union de la gauche se présente aux élections municipales. Elle réunit Ensemble !, Europe Écologie Les Verts, La France insoumise, Génération.s, le Parti communiste français, le Parti socialiste et Place publique. Cette liste de gauche et des citoyens unis est composée de 30 "citoyens", 6 EELV, 4 LFI, 4 E!, 3 Picardie debout, 3 PCF, 3 PS, 1 G.s et 1 PP.
Julien Pradat, Évelyne Becker et Émilie Thérouin forment un trio désigné pour mener « Amiens c'est l'tien ».

### Fany Ruin – Une ambition pour Amiens
Fany Ruin, actuelle présidente de la Chambre de commerce et d'industrie d'Amiens-Picardie, est candidate, malgré le refus de l'investiture de La République en marche. Elle est rejointe par des membres du Mouvement radical et d'anciens aux côtés de Gilles de Robien (Mouvement démocrate) en 2008.

## Sondages

### Premier tour
| Sondeur | Date               | Panel | LFI    | DVG     | LFI-EÉLV-PS | DVG       | PE       | MR   | UDI-LR | DVD      | DVD       | RN    |
| Sondeur | Date               | Panel | Maisse | Beuvain | Pradat      | Désérable | Porquier | Ruin | Fouré  | Bourgois | Deschamps | Jouve |
| ------- | ------------------ | ----- | ------ | ------- | ----------- | --------- | -------- | ---- | ------ | -------- | --------- | ----- |
| Sondeur | Date               | Panel |        |         |             |           |          |      |        |          |           |       |
| Ifop    | 20-25 février 2020 | 602   | 6      | 1       | 24          | 3         | 7        | 3    | 34     | 3        | 7         | 12    |

### Second tour
| Source | Date de publication | Échantillon | LFI-EÉLV-PS | UDI-LR | DVD       | RN    |
| Source | Date de publication | Échantillon | Pradat      | Fouré  | Deschamps | Jouve |
| ------ | ------------------- | ----------- | ----------- | ------ | --------- | ----- |
| Source | Date de publication | Échantillon |             |        |           |       |
| Ifop   | 13-16 juin 2020     | 605         | 39          | 43     | 18        | –     |
| Ifop   | 20-25 février 2020  | 602         | 40          | 46     | –         | 14    |

N.B. :
- en gras sur fond coloré : le candidat arrivé en tête du sondage ;
- en gras sur fond blanc le candidat arrivé en deuxième position du sondage.

## Résultats
- Maire sortante: Brigitte Fouré (UDI)

|                                                          |                          |                          |              |              |             |             |        |        |  |
| Tête de liste                                            | Tête de liste            | Liste                    | Premier tour | Premier tour | Second tour | Second tour | Sièges | Sièges |  |
| Tête de liste                                            | Tête de liste            | Liste                    | Voix         | %            | Voix        | %           | CM     | CC     |  |
|                                                          | Brigitte Fouré           | UDI-LR-LREM-MoDem-Agir   | 6 776        | 29,89        | 9 777       | 45,79       | 40     | 35     |  |
| Amiens ensemble                                          |                          |                          | 6 776        | 29,89        | 9 777       | 45,79       | 40     | 35     |  |
|                                                          | Julien Pradat            | LFI-EÉLV-PCF-PS-G.s-PP   | 5 782        | 25,50        | 7 676       | 35,95       | 10     | 9      |  |
| Amiens c'est l'tien                                      |                          |                          | 5 782        | 25,50        | 7 676       | 35,95       | 10     | 9      |  |
|                                                          | Renaud Deschamps         | DVD                      | 2 508        | 11,06        | 3 897       | 18,25       | 5      | 4      |  |
| Amiens au cœur                                           |                          |                          | 2 508        | 11,06        | 3 897       | 18,25       | 5      | 4      |  |
|                                                          | Fany Ruin                | MR-LREM                  | 2 243        | 9,89         |             |             |        |        |  |
| Une ambition pour Amiens avec Fany Ruin                  |                          |                          | 2 243        | 9,89         |             |             |        |        |  |
|                                                          | Christophe Porquier      | PE-LREM                  | 2 212        | 9,75         |             |             |        |        |  |
| Amiens en couleurs                                       |                          |                          | 2 212        | 9,75         |             |             |        |        |  |
|                                                          | Pierre-Jean Jouve        | RN                       | 1 910        | 8,42         |             |             |        |        |  |
| Rassemblement pour Amiens                                |                          |                          | 1 910        | 8,42         |             |             |        |        |  |
|                                                          | Cédric Maisse            | LFI                      | 958          | 4,22         |             |             |        |        |  |
| Amiens insoumise                                         |                          |                          | 958          | 4,22         |             |             |        |        |  |
|                                                          | Bruno Paleni             | LO                       | 279          | 1,23         |             |             |        |        |  |
| Lutte ouvrière – Faire entendre le camp des travailleurs |                          |                          | 279          | 1,23         |             |             |        |        |  |
|                                                          |                          |                          |              |              |             |             |        |        |  |
| Votes valides                                            | Votes valides            | Votes valides            | 22 668       | 97,23        | 21 350      | 96,66       |        |        |  |
| Votes blancs                                             | Votes blancs             | Votes blancs             | 234          | 1,00         | 418         | 1,89        |        |        |  |
| Votes nuls                                               | Votes nuls               | Votes nuls               | 411          | 1,76         | 319         | 1,44        |        |        |  |
| Total                                                    | Total                    | Total                    | 23 313       | 100          | 22 087      | 100         | 55     | 48     |  |
| Abstention                                               | Abstention               | Abstention               | 48 773       | 67,66        | 50 085      | 69,40       |        |        |  |
| Inscrits / participation                                 | Inscrits / participation | Inscrits / participation | 72 086       | 32,34        | 72 172      | 30,60       |        |        |  |

### Conseil municipal élu
| Parti                                 | Sigle | Sigle | Élus | Groupe                                   |
| ------------------------------------- | ----- | ----- | ---- | ---------------------------------------- |
| Maire d'Amiens : Brigitte Fouré (UDI) |       |       |      |                                          |
| Majorité (40 sièges)                  |       |       |      |                                          |
| Les Républicains                      |       | LR    | 12   | Amiens ensemble                          |
| Union des démocrates et indépendants  |       | UDI   | 10   | Amiens ensemble                          |
| Divers droite                         |       | DVD   | 9    | Amiens ensemble                          |
| La République en marche               |       | LREM  | 7    | Amiens ensemble                          |
| Mouvement démocrate                   |       | Modem | 2    | Amiens ensemble                          |
| Opposition (15 sièges)                |       |       |      |                                          |
| La France insoumise                   |       | LFI   | 3    | Amiens c'est l'tien                      |
| Divers gauche                         |       | DVG   | 2    | Amiens c'est l'tien                      |
| Europe Écologie Les Verts             |       | EELV  | 1    | Amiens c'est l'tien                      |
| Divers droite                         |       | DVD   | 5    | Amiens au cœur                           |
| Parti communiste français             |       | PCF   | 2    | Communistes, républicaines et citoyennes |
| Parti socialiste                      |       | PS    | 1    | Social, éco et citoyen                   |
| Divers gauche                         |       | DVG   | 1    | Social, éco et citoyen                   |